# Priekule (novads)
Priekule (łot.: Priekules novads) – jeden z łotewskich novadsów, funkcjonujący w latach 2009–2021.

## Historia
Novads powstało na terenach należących przed 2009 do rejonu Lipawa.
W skład novadsu wchodziło miasto Priekule oraz pięć pagastsów: Bunka, Gramzda, Kalēti, Priekule i Virga. Jego stolicą zostało miasto Priekule.
Zlikwidowany w ramach reformy administracyjnej 30 czerwca 2021. Wszedł w całości w skład nowego novadsu Kurlandia Południowa.